# Kandwa
Kandwa é uma vila no distrito de Varanasi, no estado indiano de Uttar Pradesh.

## Demografia
Segundo o censo de 2001, Kandwa tinha uma população de 7762 habitantes. Os indivíduos do sexo masculino constituem 53% da população e os do sexo feminino 47%. Kandwa tem uma taxa de literacia de 64%, superior à média nacional de 59.5%: a literacia no sexo masculino é de 74% e no sexo feminino é de 52%. Em Kandwa, 17% da população está abaixo dos 6 anos de idade.